# Шестопал Зінаїда Андріївна
Зінаїда Андріївна Шестопал, до шлюбу Михайличенко — видатна українська селекціонерка, заввідділу селекції і сортовивчення Львівської дослідної станції садівництва Інституту садівництва Української Національної академії аграрних наук, кандидатка сільськогосподарських наук.

## Біографія
Народилась 8 липня 1941 року в селі Безбородьки Драбівського району Черкаської області в сім'ї робітників радгоспу, які рятуючись від голодомору переїхали сюди з Чернігівської області.
У 1955 році переїжджає до старших сестер у м. Черкаси, де закінчує навчання в школі. Після школи працювала в обласній прокуратурі.
Закінчила плодоовочевий факультет Уманського сільськогосподарського інституту.
2 грудня 1962 р. одружилася з Сергієм Шестопалом. Весілля було першим у нововідкритому Уманському палаці щастя, знімалось на плівку.
У 1963 р. разом з чоловіком направлена працювати у Львівську дослідну станцію садівництва старшою науковою співробітницею, а пізніше заввідділу селекції і сортовивчення.
В 1970 році здобула науковий ступінь — кандидат сільськогосподарських наук, захистивши дисертацію на тему «Особливості розвитку антракнозу чорної смородини і розробка засобів боротьби з ним в умовах західного лісостепу УРСР». Керівниця роботи — професор Ісаєва Е. В.
Наукову діяльність зосередила на розробці інтегрованих систем захисту насаджень ягідних та плодових культур від хвороб і створенні нових сортів чорної смородини, порічок, аґрусу.
У 1990 р. за заслуги у створенні і впровадженні нових високопродуктивних сортів плодових і ягідних культур нагороджена почесною грамотою президії Верховної Ради Української РСР.

## Авторка сортів
| Смородина чорна |                   |                                        |               |                                                  |
| №               | Назва сорту       | Автор(-ка) сорту                       | Рік створення | Рік внесення до державного реєстру сортів рослин |
| 1               | Українка          | Шестопал З.А, Шестопал Г.С             | 1982          | 2000                                             |
| 2               | Верховина         | Шестопал З.А, Шестопал Г.С             | 1985          |                                                  |
| 3               | Краса Львова      | Шестопал З.А, Шестопал Г.С             | 1985          | 2000                                             |
| 4               | Софія             | Шестопал З.А, Шестопал Г.С             | 1985          | 2001                                             |
| 5               | Надбужанська      | Шестопал З.А, Шестопал Г.С             | 1986          | 2004                                             |
| 6               | Либідь            | Шестопал З.А, Шестопал Г.С             |               | 2001                                             |
| 7               | Вербна            | Шестопал З.А, Шестопал Г.С             |               | 2004                                             |
| 8               | Сержик            | Шестопал З.А, Шестопал Г.С             |               |                                                  |
| 9               | Роксолана         | Шестопал З.А, Шестопал Г.С             |               |                                                  |
| 10              | Зоря Галицька     | Шестопал З.А, Шестопал Г.С             |               |                                                  |
| 11              | Галинка           | Шестопал З.А, Шестопал Г.С             |               |                                                  |
| Порічка         |                   |                                        |               |                                                  |
| №               | Назва сорту       | Автор(-ка) сорту                       | Рік створення | Рік внесення до державного реєстру сортів рослин |
| 1               | Світлиця          | Шестопал З.А, Шестопал Г.С             | 1983          |                                                  |
| 2               | Святкова          | Шестопал З.А, Шестопал Г.С             | 1983          | 2000                                             |
| 3               | Чародійка         | Шестопал З.А, Шестопал Г.С             | 1983          | 2000                                             |
| 4               | Львів′янка        | Шестопал З.А, Шестопал Г.С             | 1984          |                                                  |
| 5               | Ярославна         | Шестопал З.А, Шестопал Г.С             | 1984          | 2001                                             |
| 6               | Любава            | Шестопал З.А, Шестопал Г.С             |               | 2000                                             |
| 7               | Сніжана           | Шестопал З.А, Шестопал Г.С             |               | 2009                                             |
| 8               | Улюблена          | Шестопал З.А, Шестопал Г.С             |               |                                                  |
| 9               | Білосніжка        | Шестопал З.А, Шестопал Г.С             |               |                                                  |
| 10              | Львівська солодка | Шестопал З.А, Шестопал Г.С             |               |                                                  |
| Аґрус           |                   |                                        |               |                                                  |
| №               | Назва сорту       | Автор(-ка) сорту                       | Рік створення | Рік внесення до державного реєстру сортів рослин |
| 1               | Високий замок     | Копань К.Н., Копань В.П., Шестопал З.А | 1970          | 1995                                             |
| 2               | Каменяр           | Копань К.Н., Копань В.П., Шестопал З.А | 1970          | 1994                                             |
| 3               | Карпати           | Копань К.Н., Копань В.П., Шестопал З.А | 1970          | 1995                                             |
| 4               | Неслухівський     | Копань К.Н., Копань В.П., Шестопал З.А | 1970          | 1990                                             |
| 5               | Златогор          | Копань К.Н., Копань В.П., Шестопал Г.С |               | 2006                                             |
| 6               | Карат             | Копань К.Н., Копань В.П., Шестопал Г.С |               | 2006                                             |

## Наукові праці
Співавторка низки сортів чорної смородини, порічок, аґрусу. Опублікувала 120 наукових статей, співавторка 7 книг:
1. Шестопал С. Я., Коваль А. Т., Шестопал З. А. Довідник садівника — початківця / Художн. В. К. Іванов.-Львів: Каменяр, 1987.-175 с.: табл., іл.; 15 арк. іл.
2. Исаева Е. В., Шестопал З. А. Атлас болезней плодовых и ягодных культур.- 3-е изд., переработ. и доп. — К. : Урожай, 1991.- 144 с. : ил., цв. Табл. ISBN 5-337-00691-6.
3. Шестопал З. А., Файфер Д. Г., Шестопал Г. С. Довідник з інтегрованого захисту плодово-ягідних культур від шкідників і хвороб. — Львів: ВАТ «Біблос», 1999. — 240 с., іл. ISBN 966-95351-5-8.
4. Атлас перспективных сортов плодовых и ягодных культур Украины / ред. В. П. Копань. — К . :ООО «Одекс», 1999. — 454 с., ил. — ISBN 966-95177-6-1
5. Гадзало Я. М., Шестопал З. А., Коваль А. Т., Шестопал Г. С. Довідник садівника. — Львів: Світ, 2007. — 280 с. + 24 вкл., іл. ISBN 978-966-603-494-9.
6. Гадзало Я. М., Шестопал С. Я., Шестопал Г. С. Інтенсивні технології вирощування ягідних культур. — Львів: Світ, 2007. — 272 с. +24 с. вкл. іл. ISBN 978-966-603-506-9.
7. Шестопал Г. С., Файфер Д. Г., Шестопал З. А., Чоловська О. П. Яблуня — комерційна культура в Україні. — Львів: ТзОВ «Тріада-Плюс», 2008. — 256 с., іл.. ISBN 978-966-486-027-4